# Yu il Grande

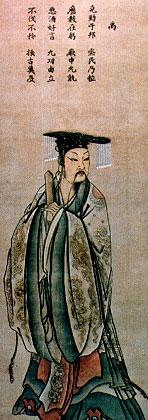
Yu il grande (seta dipinta del Museo Nazionale Cinese)

Yu il Grande (大禹T, Dà YǔP, o Xià Yǔ (夏禹), Róng Yǔ (戎禹), nome personale: Sì Wénmìng (姒文命)) anche detto Yu l'Ingegnere, fu il leggendario primo re della dinastia Xia (secondo altre fonti era il capo di una lega di tribù o il padre del primo re Qi).
Pochissimi dati sono disponibili sul periodo storico in cui regnò Yǔ per cui le informazioni sulla sua vita ed il suo regno derivano in grandissima parte dallo Shiji, noto anche come Memorie Storiche o Memorie di uno storico, un'opera compilata inizialmente dallo storico Sima Tan e portata a termine dal figlio Sima Qian (pinyin: Sīmǎ Qiān) 司馬遷, sotto il regno dell'imperatore Wu (140 - 87 a.C.).
Come altri saggi regnanti del passato Yǔ fu lodato da Confucio e da altri filosofi cinesi come un esempio di virtù morale. È uno dei pochi imperatori cinesi ad essere stato onorato con l'appellativo "il grande".

## Genealogia
Come risulta da numerosi antichi documenti, Yu era imparentato con l'Imperatore Giallo come nipote di ottavo grado questo perché il padre di Yu, Gun, era nipote di quinto grado dell'imperatore Zhuanxu ed il padre di Zhuanxu Changyi era il secondo figlio dell'Imperatore Giallo. Si dice che Yu sia nato nei pressi del monte Wen (汶山), attualmente nella regione di Beichuan, provincia di Sichuan, anche se vi sono dati che indicano altri luoghi di nascita come lo Shifang.. La madre di Yu era una donna del clan Youxin detto anche Nüzhi (女志) o Nüxi (女嬉).

## Giovinezza
Mentre era un bambino suo padre Gun si spostò con la famiglia verso est, verso lo Zhongyuan. L'Imperatore Yao lo aveva infatti investito della carica di governatore di Chong, solitamente identificato come il picco intermedio del Monte Song. Si crede perciò che il giovane Yu crebbe lungo le pendici del monte Song, subito a sud del fiume Giallo.Più tardi si sposò con una donna proveniente da una città nei pressi del monte Tu (塗山) di nome Tushan-shi (塗山氏).. Ebbe un figlio di nome Qǐ, un nome che significa letteralmente "rivelazione".

## Il controllo delle acque
Durante il regno dell'Imperatore Yao la Cina fu colpita da anni di piogge eccessive che provocarono morti e danni ingenti all'agricoltura (ci si riferisce a questo periodo come al Diluvio Universale cinese). Era necessario provvedere alla bonifica delle zone allagate ed allestire un sistema di dighe e bacini per il controllo del fluire delle acque.
Il padre di Yu, Gun (鯀), fu incaricato dall'Imperatore Yao (堯) di regolare le piene. Questi impiegò più di nove anni per rinforzare gli argini e predisporre dighe e bacini di raccolta per le acque in eccesso, ma ebbe un tale insuccesso nel suo incarico (le dighe cedettero e molte persone morirono) che fu rimosso dal suo incarico e condannato all'esilio dal successivo governante Shun (舜). Il figlio Yu, divenuto adulto, continuò a studiare il flusso delle acque ed il sistema dei fiumi e canali per trovare una soluzione dove il padre aveva fallito. Scelto come successore di suo padre, Yu ottenne la collaborazione di Houji (esperto in problemi agricoli) cominciò a dragare nuovi canali fluviali come vie di deflusso, impiegando per questo lavoro tredici massacranti anni e quasi 20.000 operai. Non solo provvide al deflusso delle acque in eccesso ma fece scavare canali di irrigazione per convogliare l'acqua necessaria nei campi. Yu si applicò all'impresa con tutte le sue energie, fino a dare il buon esempio agli operai lavorando al loro fianco nel drenaggio dei fiumi e mangiando e dormendo con loro. Il risultato fu non solo il controllo delle piene ma anche una migliore disponibilità di acqua per l'agricoltura che assicurò un periodo di prosperità a tutta la Cina. Il sistema costruito da Yu è ricordato nella storia della Cina come il Controllo delle acque del grande Yu

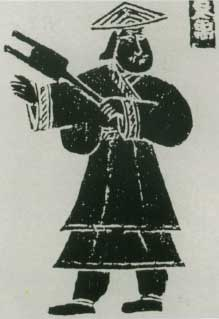
Yu il grande, capo della lotta contro il diluvio

Per questa impresa, Yu viene ricordato come esempio di temperanza e determinazione. Viene venerato come l'amministratore perfetto. Le storie sui suoi lavori nelle tecniche idromeccaniche lo hanno assurto ad una tale importanza che in tredici anni passò tre volte da casa sua ma non vi entrò mai - sostenendo che una riunione con la famiglia gli avrebbe richiesto troppo tempo e sforzo mentale e quindi lo avrebbe distolto dai problemi di controllo delle piene.
Un'altra versione di questi fatti si trova nel testo Shi Yi Ji dello storico taoista Wang Jia del quarto secolo dopo Cristo. In questo mito si racconta che Yu fu aiutato nel suo lavoro da un dragone giallo e da una tortora nera.
Un altro mito racconta che Yu costruì il Sanmenxia o Passo delle tre Gole del fiume Yangzi tagliando la cresta delle montagne, per regolare il flusso dell'acqua, con un'ascia da guerra divina.
Altre storie tradizionali raccontano che Yu sacrificò gran parte del suo corpo nei lavori per il controllo delle acque. Per esempio le sue mani erano coperte di ferite e di calli così come i suoi piedi.
In una storia molto diffusa, Yu era sposato solo da quattro giorni quando gli fu dato l'incarico di controllare i flussi.
Egli salutò la moglie, dicendo che non sapeva quando sarebbe tornato. Nei successivi tredici anni egli tornò solo tre volte sull'uscio di casa ma non entrò mai all'interno. La prima volta che tornò venne informato che la moglie si trovava con il figlio in un asilo. La seconda volta che passò, suo figlio era già in grado di pronunciare il suo nome. La sua famiglia lo supplicava di tornare a casa, ma egli rispose che era impossibile perché le piene non erano ancora sotto controllo. La terza volta che Yu passò da casa suo figlio aveva dieci anni. Ogni volta Yu rifiutò di entrare in casa, dicendo che le inondazioni continuavano a rendere "senza casa" moltissima gente ed egli non poteva riposarsi.
Un altro mito racconta che Yu riuscì ad uccidere il ministro di Gong Xiangliu, un mostruoso serpente a nove teste.

## Le nove province

Le nove Zhou, o province, in una ricostruzione.

L'imperatore Shun fu così impressionato dalle capacità e dall'intelligenza di Yu che lo rese erede al trono anziché suo figlio. Yu rifiutò l'offerta ma poi, avendo avuto l'approvazione dei vassalli accettò la carica. Stabilì la sua capitale nella città di Anyi (安邑) le cui rovine si trovano nel sud della provincia di Shanxi. Egli fu il fondatore della dinastia Xia, tradizionalmente considerata la prima dinastia di imperatori cinesi.
Il lavoro sul controllo delle acque aveva permesso a Yu di conoscere molto bene il territorio di tutto l'impero cinese e, secondo quanto riferito nello Shiji, si rese conto che per una migliore amministrazione era necessario dividerlo in nove zhou o province. Queste furono: Jizhou (冀州), Yanzhou (兗州), Qingzhou (青州), Xuzhou (徐州), Yangzhou (揚州), Jingzhou (荊州), Yuzhou (豫州), Liangzhou (梁州) and Yongzhou (雍州).
Altri testi riportano divisioni diverse ma comunque sempre nove divisioni.
Una volta ricevuta la prima fornitura di bronzo dalle nove province egli lo fece fondere in nove calderoni a tre piedi del peso di 7,5 tonnellate, ognuno era decorato con immagini di animali e paesaggi di una delle nove province Yu poi spostò la capitale nella città di Jang (陽城)..
Gli Annali di Bambù raccontano la storia in modo diverso: Yu usurpò il trono vantando le sue parentele con l'Imperatore Giallo e poi fece uccidere uno dei potenti vassalli del nord, Fangfeng (防風), per rinforzare il suo potere.

## Morte

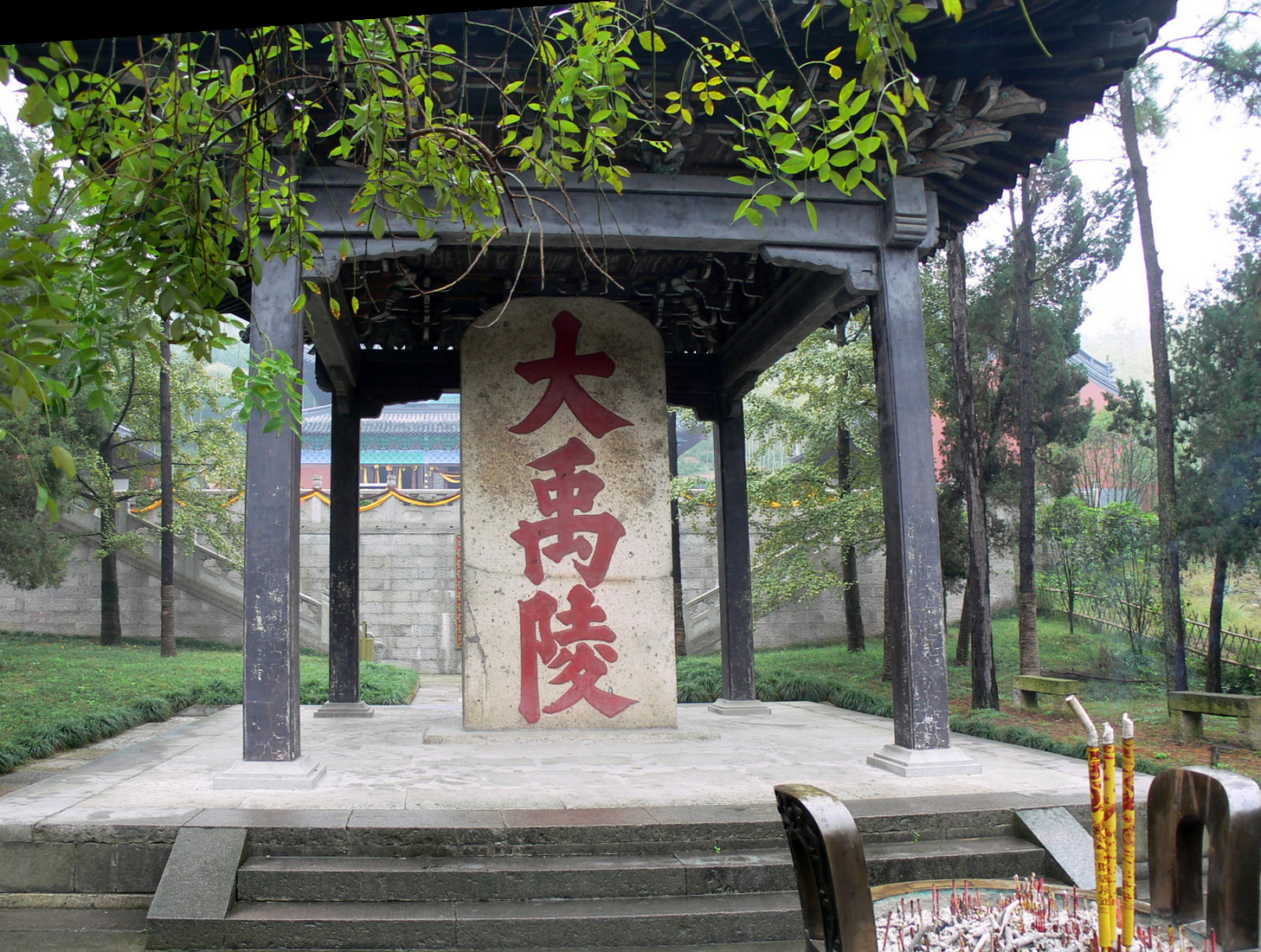
Il mausoleo di Yu a Shaoxing

Gli Annali di Bambù riportano che Yu regnò 45 anni.
Secondo il Yue Jueshu (越絕書), Yu morì per malattia sul monte Kuaiji (會稽山) (a sud dell'attuale Shaoxing) mentre si trovava in battuta di caccia sulla frontiera meridionale dell'impero. Fu qui che venne incenerito e dove fu costruito un mausoleo in suo onore, il mausoleo Yu (大禹陵), nel sesto secolo d.C. Questo si trova quattro chilometri a sudest della città di Shaoxing. 

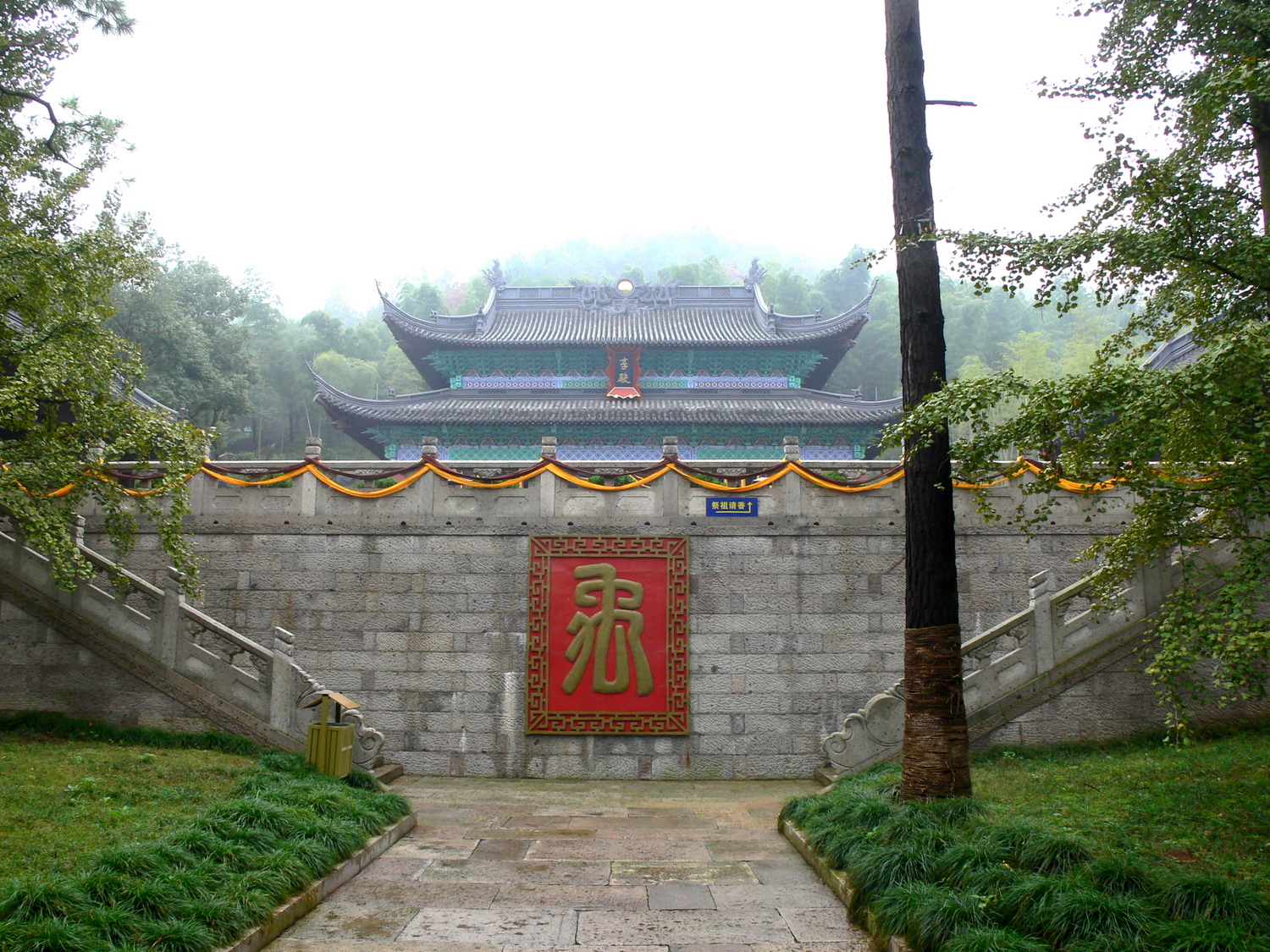
Il tempio di Yu presso il mausoleo

Le strutture del tempio furono ricostruite più volte nel corso del tempo. Le parti principali del tempio sono la tomba di Yu (禹陵), il tempio (禹廟) ed il memoriale (禹祠). In molti dipinti Yu è rappresentato con in mano un antico aratro (耒耜). Molti imperatori e notabili cinesi si sono recati qui per celebrare cerimonie in suo onore, tra cui Qin Shi Huang.
Prima dei tempi di Yu, il titolo di imperatore veniva passato alla persona successiva considerata più virtuosa da tutta la comunità, anziché di padre in figlio. Tuttavia il figlio di Yu, Qi (啟), si dimostrò molto abile e venne scelto come sovrano successivo, contrassegnando così l'inizio della nuova dinastia Xia (夏, la prima dinastia cinese). Questo costituì il precedente per la successione ereditaria in Cina.